# Église Saint-Martial de Deneuille-les-Mines
Pour les articles homonymes, voir église Saint-Martial.
L'église Saint-Martial est une église située à Deneuille-les-Mines, en France.

## Localisation
L'église est située sur la commune de Deneuille-les-Mines, dans le département français de l'Allier.

## Historique
L'édifice est inscrit au titre des monuments historiques en 1960.